# 乔礼
乔礼（1984年11月—），男，汉族，中华人民共和国政治人物。内蒙古师范大学在职大学学历，工程硕士。曾任内蒙古新华发行集团副总经理，2023年2月任共青团内蒙古自治区委书记，成为当时已公开资料当中全国最年轻的正厅级干部。
乔礼曾经长期在内蒙古新华书店系统内任职。他曾担任内蒙古新华发行集团包头市公司昆区新华书店副经理、内蒙古新华发行集团股份有限公司产业开发部经理助理、内蒙古新华发行集团图书大厦有限责任公司副经理、内蒙古新华发行集团股份有限公司办公室副主任、主任，包头市新华书店常务副总经理、总经理，包头市新华置业有限责任公司执行董事兼经理，内蒙古新华控股有限公司董事、内蒙古新华文化投资有限公司董事、赤峰市新华书店执行董事兼总经理。2019年8月，乔礼出任内蒙古新华发行集团股份有限公司董事、副总经理。任职期间，内蒙古新华发行集团股份有限公司于2021年12月24日在上交所上市。